# Pardosa vindicata
Pardosa vindicata este o specie de păianjeni din genul Pardosa, familia Lycosidae. A fost descrisă pentru prima dată de O. P.-cambridge, 1885. Conform Catalogue of Life specia Pardosa vindicata nu are subspecii cunoscute.